# Luis Enrique Alonso
Luis Enrique Alonso Benito (* 17. November 1958) ist ein spanischer Soziologe und Wirtschaftswissenschaftler, der an der Universidad Autónoma de Madrid als Hochschulprofessor (Catedrático universitario) arbeitet.
Er hat von 1980 bis 1984 an der UAM Wirtschaftswissenschaften studiert und darin promoviert. Anschließend hat er als Hochschullehrer an dieser Universität gearbeitet, unterbrochen von Lehr- und Forschungsaufenthalten an der London South Bank University, der Universität Paris-Dauphine, der Universität Paris I (Laboratoire Georges Friedmann), der Universität von Xalapa (Veracruz, Mexico), in Uruguay, an der New York University, an der Université Libre de Bruxelles und einigen mehr.
Luis Enrique Alonso beschäftigt sich insbesondere mit Wirtschaftssoziologie, der Erforschung kollektiver Akteure und sozialen Bewegungen.

## Publikationen
- La mirada cualitativa en Sociología, Madrid, Fundamentos, 1998.
- Trabajo y ciudadanía: estudios sobre la crisis de la sociedad salarial, Madrid, Trotta, 1999.
- Trabajo y postmodernidad. El empleo débil, Madrid, Fundamentos, 2001.
- La era del consumo, 2005
- La crisis de la ciudadanía laboral, 2007
- Prácticas económicas y economía de las prácticas: crítica del postmodernismo liberal, Madrid, Los Libros de la Catarata, 2009, ISBN 9788483194171.
- mit Carlos Jesús Fernández Rodríguez Los discursos del presente: un análisis de los imaginarios sociales contemporáneos, Madrid, Siglo XXI de España Editores, S.A., 2012, ISBN 9788432316500